# Crazy Grannies
Pour plus de détails, voir Fiche technique et Distribution.
Crazy Grannies est un film comique de l'année 2021, un scénario écrit par Joy Elumelu, co-réalisé par Tope Alake et Kayode Peters sous la société de production d'Elrab Entertainment,,,.
Il présente Shaffy Bello, Ngozi Nwosu, la comédienne Damilola Adekoya, Bolanle Ninalowo et Jimmy Odukoya,,.

## Synopsis
Le film raconte l'histoire de trois grand-mères originales qui ont choisi de se débarrasser du stress de leur jeunesse en partant en voyage dans une station balnéaire. Elles y vivent des aventures hilarantes qui marqueront leur vie.

## Distribution
Bolanle Ninalowo, Jimmy Odukoya, Buchi, Bayray Mcnwizu, Kayode Peters, Chinonso Arubayi, Mercy Aigbe, Mr Macaroni, Abazie Rosemary, Jay Rammal, Marvelous Dominion, Yemi Sikola et Modella Gabriella,.

## Première
Le film est présenté au public en première, le samedi 30 juillet 2021 sur l'île Victoria à Lagos, et a été ensuite diffusé dans les cinémas à partir du 6 août 2021.